# Columbia (Missouri)
Columbia è una città degli Stati Uniti d'America, nella Contea di Boone nello Stato del Missouri.
La University of Missouri-Columbia è una prestigiosa università della città di Columbia, nello Stato del Missouri. Venne fondata nel 1839 e divenne la prima università pubblica dello Stato e tuttora la più grande nel Missouri.

## Geografia fisica
La città si estende per 156,4 km² e la sua superficie è quasi totalmente terrestre (155,7 km², il 99,49% del territorio) mentre la superficie delle acque interne è solamente di 0,7 km² (lo 0,51% del territorio).

## Economia
Columbia possiede un aeroporto (Columbia Regional Airport).

## Società

### Evoluzione demografica
Secondo il censimento del 2000 la popolazione totale era di 84 531. La stima del 1º luglio 2017 indica che il numero di abitanti è in rapida crescita; la città è popolata da 121 717 persone.

## Fauna presente
Vi è un gran numero di mammiferi perfettamente adattati alla vita urbana, tra cui coyote, conigli, scoiattoli grigi, opossum e altri roditori.
Sono presenti poi tra gli uccelli tacchini, diverse specie di anatre e anche aquile.
Le rane sono comuni in primavera, specie dopo un periodo di piogge frequenti.

## Amministrazione

### Gemellaggi
Columbia è gemellata con le seguenti città:
- Kutaisi
- Mattō
- Sibiu, dal 1994[1]
- Suncheon
- Laoshan